# Ekeby (commune d'Upplands Väsby)
Ekeby est une localité de Suède dans la commune d'Upplands Väsby située dans le comté de Stockholm.
Sa population était de 258 habitants en 2010.